# Cornigella
Cornigella is een geslacht van uitgestorven kreeftachtigen uit de klasse van de Ostracoda (mosselkreeftjes).

## Soorten
- Cornigella binoda Kellett, 1933 †
- Cornigella emarginata (Ulrich, 1891) Schmidt, 1941 †
- Cornigella golcondensis (Croneis & Gale, 1939) Cooper, 1941 †
- Cornigella immotipedata Kesling, 1953 †
- Cornigella longispina Coryell & Sample, 1932 †
- Cornigella minuta Warthin, 1930 †
- Cornigella parva Kellett, 1933 †
- Cornigella permiana (Kroemmelbein, 1958) Ivanov, 1975 †
- Cornigella posteroextensa Masurel, 1989 †
- Cornigella valosa Warthin Khivintseva, 1969 †